# Brückenlegepanzer M48
Der Brückenlegepanzer M48 war (bis zur Einführung des Brückenlegepanzers Biber) der aus US-amerikanischer Produktion stammende standardmäßige Brückenleger der Bundeswehr. Bei den Pionieren der U.S. Army wurde er durch den M60A1 AVLB ersetzt.

## Entwicklung und Beschreibung
Erste Truppenversuche mit einer 12-Meter-Brücke auf dem für den Kampfpanzereinsatz unbrauchbar gewordenen Fahrgestell des M46 begannen 1958. Da sich diese Variante als unbefriedigend erwiesen hatte (die 12-Meter-Brücke war zu kurz und auch die Fahrleistung des M46-Fahrgestells entsprach dafür nicht den Anforderungen), entschied man sich letztendlich für das bereits im Gebrauch stehende Fahrgestell des Kpz M48 mit einer um acht Meter verlängerten Faltbrücke. Diese Kombination erwies sich als äußerst erfolgreich, nicht zuletzt wegen der sehr einfach zu bedienenden und wartungsarmen Brückenhydraulik und auch wegen der damals noch keine Rolle spielenden Kraftstoffkosten; der Benzinverbrauch des Fahrzeuges betrug bei Geländefahrt 500 bis 700 Liter auf 100 km.
Die Basis war die Panzerwanne des M48 mit sechs Laufrollen, drei Stützrollen und gummigepolsterter Verbinderkette. Die zwei Kraftstofftanks fassten zusammen etwa 1300 Liter Benzin. Das Fahrzeug war mit einem, auch von Hand zu startenden, 250-cm³-Hilfsmotor für Batterieladung und Heizungsbetrieb ausgestattet (Durch den Hilfsmotor konnte die Anzahl der Batterien auf vier beschränkt werden). Dort, wo sich ursprünglich der Turm befunden hatte, wurde eine Platte über die Öffnung gelegt und links und rechts je eine Kuppel für den Fahrer (links) und den Kommandanten angebracht. Die Kuppeln waren mit den sogenannten Kinonblöcken (Sehschlitze mit Panzerglas) und nicht mit Winkelspiegeln ausgestattet. Durch den Ablagebock war dem Fahrer die Sicht nach rechts vorn genommen; dadurch war er bei Fahrzeugbewegungen völlig auf die Aufmerksamkeit und Unterstützung seines Kommandanten angewiesen. Der Panzer führte keine Bewaffnung.
1980 begann das Ordnance Corps mit Versuchen einer 31 Meter langen Brücke (Modell 80), das aber nicht realisiert wurde. Das Fahrzeug war hier bereits mit einem Dieselmotor ausgestattet.

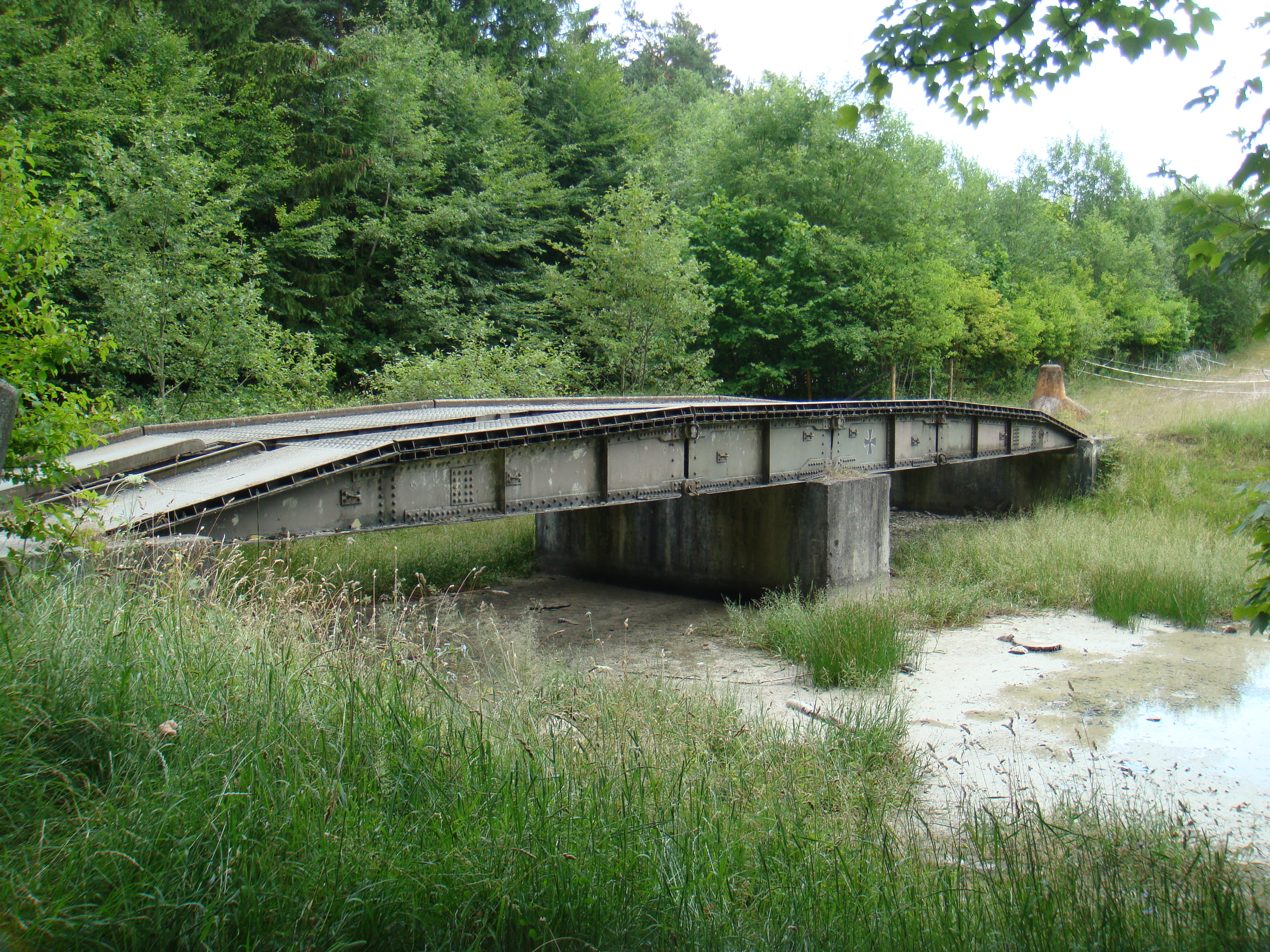
Permanent verlegte Brücke für Überfahrübungen

## Brücke

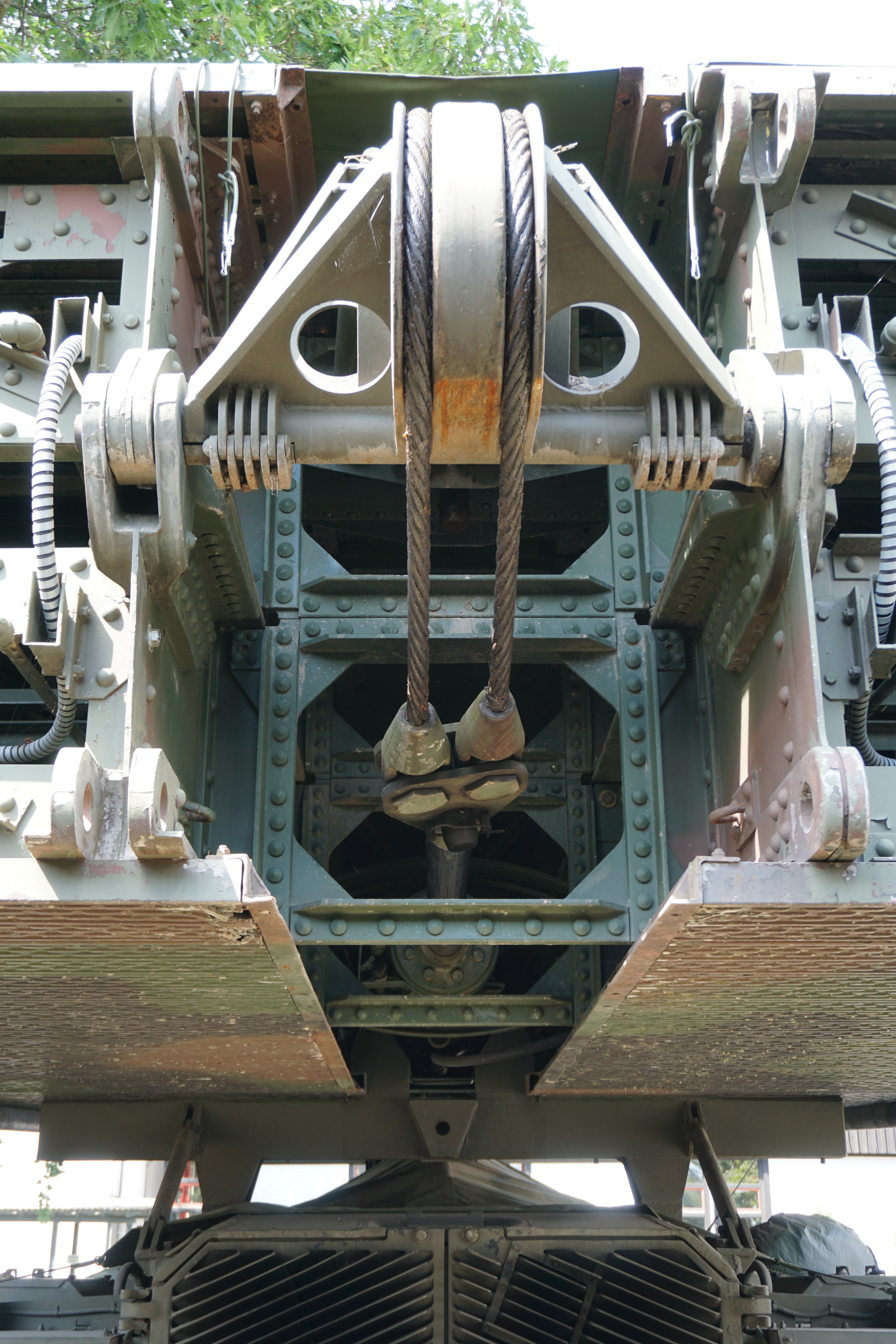
Brückenlegepanzer M48, Blick in die zusammengelegte Brücke

Die knapp 20 Meter lange Faltbrücke wurde mit insgesamt vier Hydraulikzylindern verlegt bzw. aufgenommen. Nacheinander wurden der Aufrichtzylinder und der Ablegezylinder sowie parallel zum Absenken und Ablegen (bzw. Aufnehmen und Einklappen) der Faltzylinder der Brücke betätigt (der Abstoßzylinder wurde nur in schwierigem Gelände benötigt). Nach dem Ablegen der Brücke wurde diese entriegelt, die beiden Hydraulikanschlüsse wurden durch Rückwärtsfahren automatisch getrennt. Ein Nachteil gegenüber dem Biber war, dass beim Aufnehmen der Brücke ein Mann das Fahrzeug verlassen musste, um die Hydraulikanschlüsse anzukuppeln. Die Brücke konnte bis zu 19 % aufwärts und abwärts sowie mit einer Querneigung von bis zu 8 % verlegt werden. Zum Bahntransport und auch zum Transport auf dem Tiefladeanhänger (15 t) konnte die Brücke komplett gefaltet abgelegt werden (für den Verteidigungsfall sollten jedem Brückenleger zwei zusätzliche Brücken auf Anhänger nachgeführt werden). Die vorgeschriebene Überfahrgeschwindigkeit über die Brücke betrug etwa 4 km/h, bis zu 20 km/h waren in der Praxis jedoch möglich; dies hing von der Erfahrung und Geschicklichkeit des jeweiligen Fahrers ab.

## Verwendung
Bei der U.S. Army wurden jedem Bataillon der Divisionspioniere vier und jedem Panzerbataillon zwei Stück zugeordnet. Bei der Bundeswehr wurden je vier Stück in den Panzerpionierkompanien der Brigaden geführt. Das Modell ist noch bei vielen Armeen der Welt im Dienst.
Bei der britischen Armee wurde der Centurion-Panzer mit der Verlegevorrichtung des M-48 ausgerüstet.

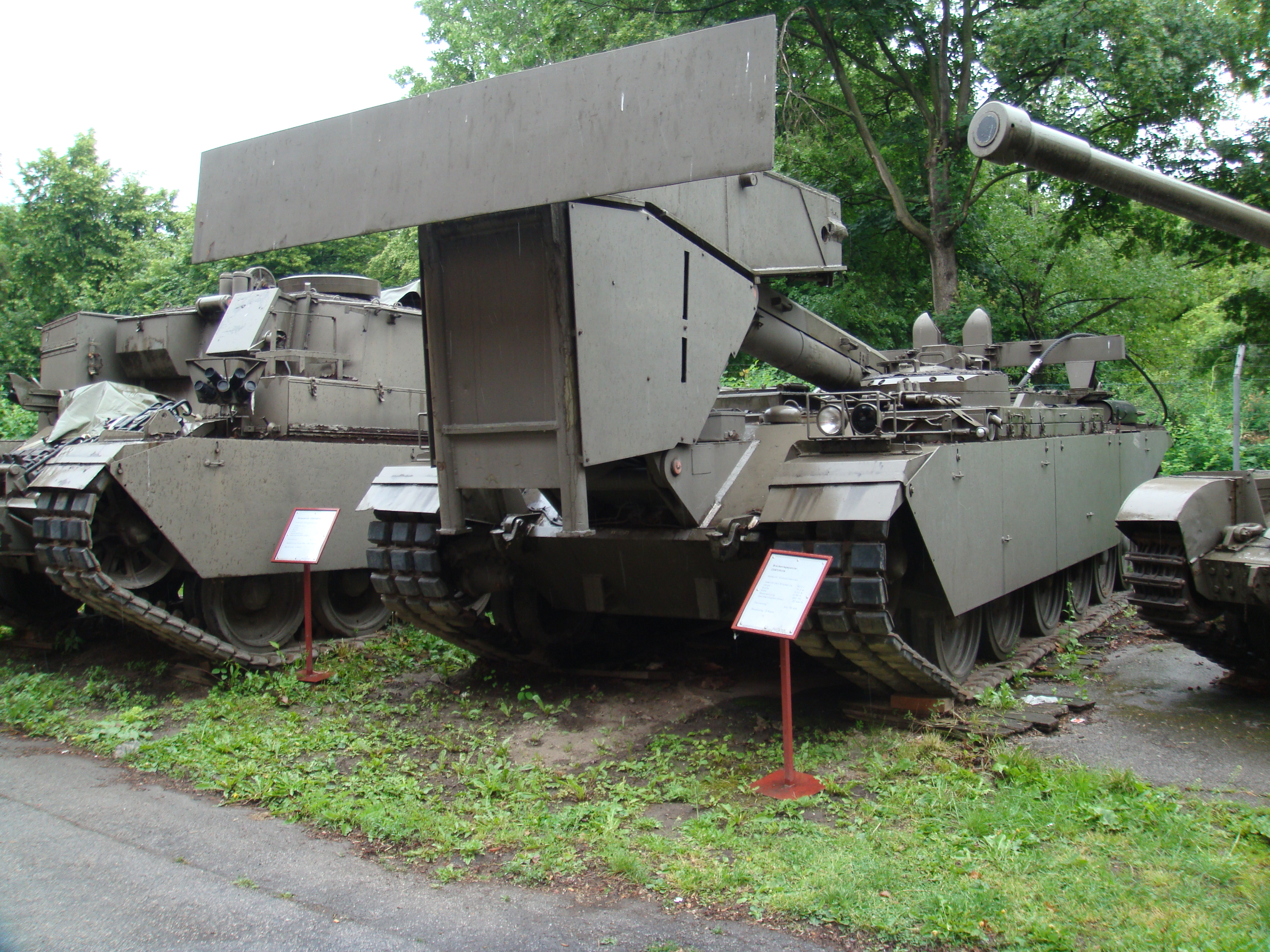
Centurion Brückenlegepanzer, ausgestattet mit der M48 Verlegevorrichtung im HGM in Wien

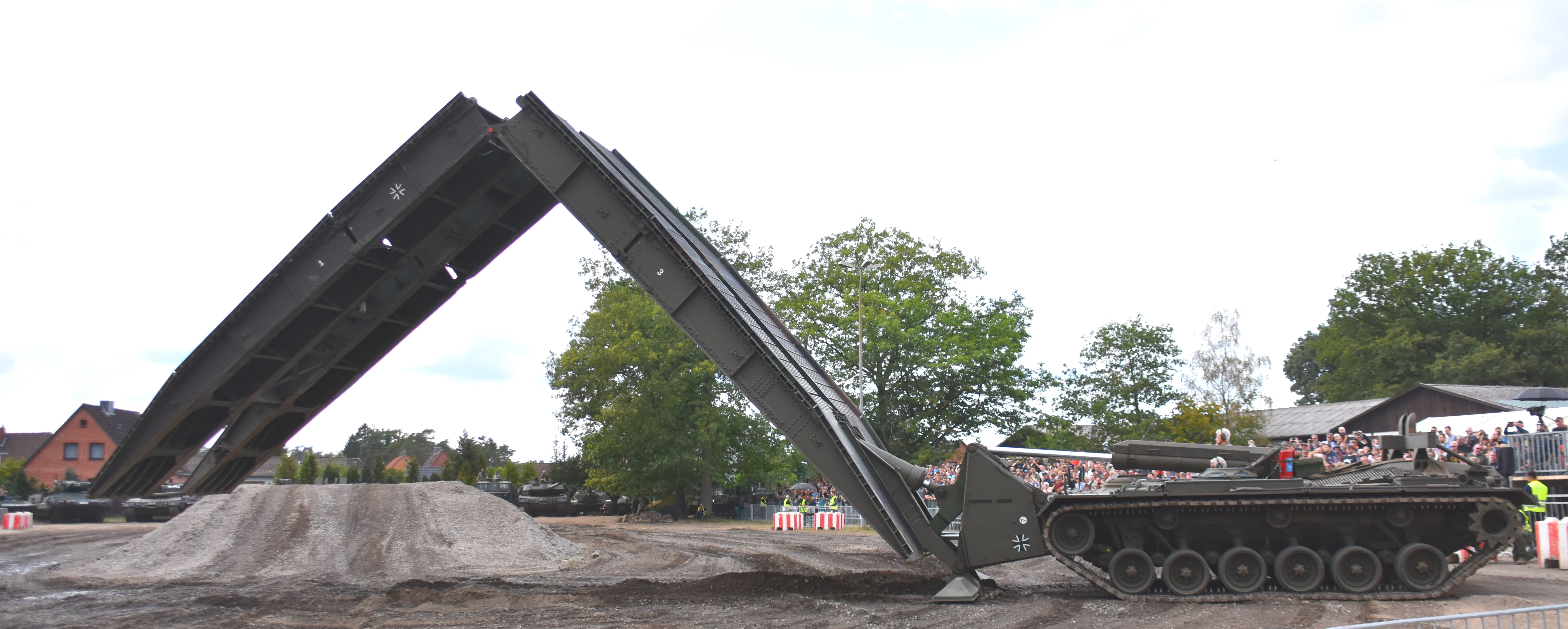
Brückenlegepanzer M48A2 verlegt die Scherenbrücke

## Technische Daten
- Bodenfreiheit: 400 mm
- Kettenbreite: 710 mm
- Gesamtgewicht: 54,3 t
  - Wanne: 20 t
  - Motor mit Getriebe: 6,0 t
  - Motorabdeckung: 2 t
  - Fahrwerk: 2,0 t pro Seite

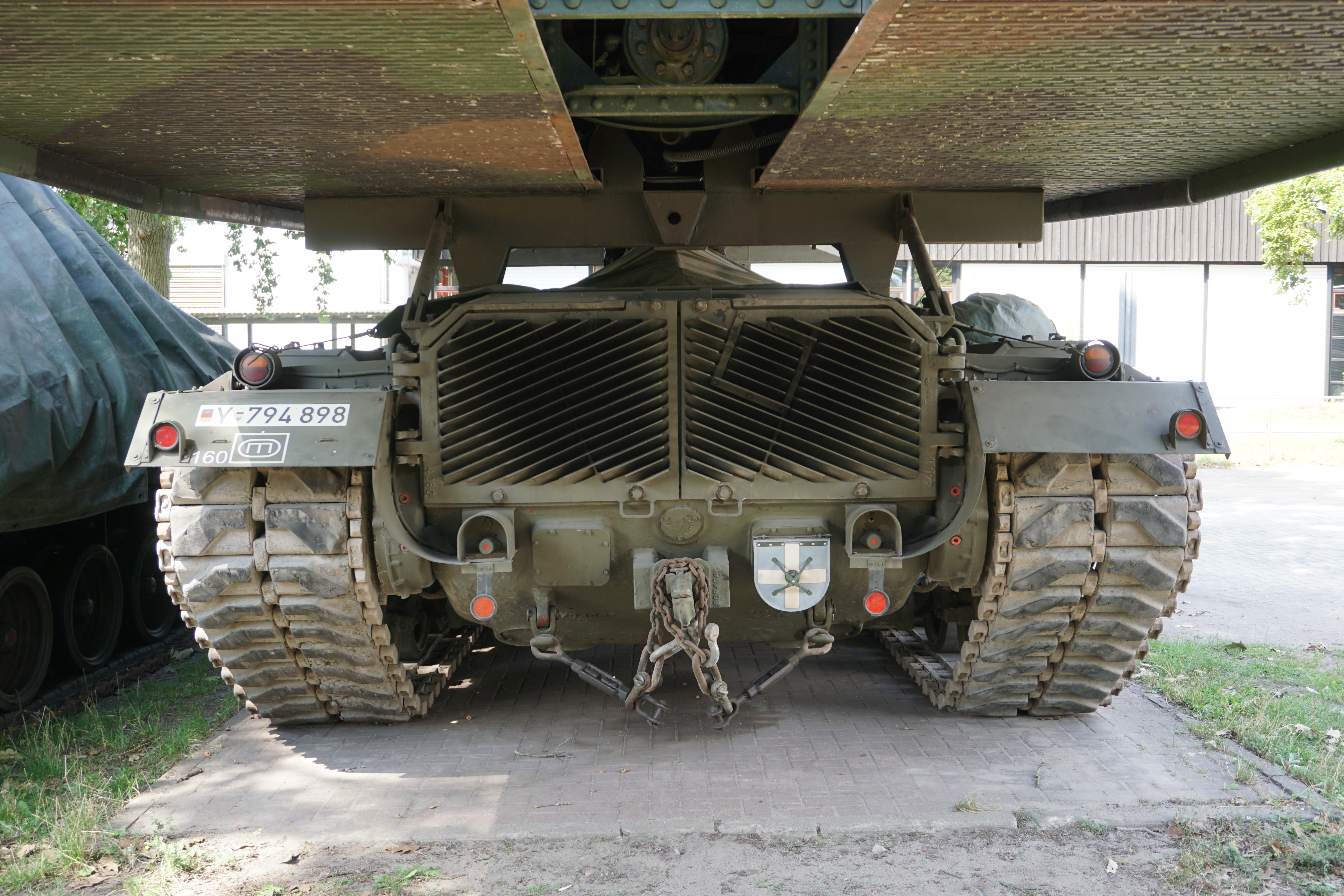
Brückenlegepanzer M48 (Heck)

- Getriebe: Wandlergetriebe mit 2 Vorwärts- / 1 Rückwärtsgang; Wenden um die Hochachse möglich
- Kraftstoffverbrauch Straßenfahrt: ca. 300–400 Liter auf 100 km
- Kraftstoffverbrauch Geländefahrt: ca. 500–700 Liter auf 100 km
- Wattiefe 1220 mm (2400 mm mit spezieller Ausrüstung)
- Maximale Höhe eines zu überfahrenden Hindernisses 914 mm
- Maximale Breite eines zu überwindenden Grabens 2600 mm
- Steigfähigkeit: 60 %
- Brücke
  - Länge: 19,2 m (2 × 9,6 m)
  - Breite: 4 m
  - Höhe: 0,9 m
  - Gewicht: 13.290 kg
  - nutzbare Länge (Stützweite): 18,3 m
  - Tragfähigkeit: MLC 60
- Kurzbrücke
  - Länge: 13,1 m (2 × 6,55 m)
  - Breite: 4 m
  - Höhe: 0,9 m
  - Tragfähigkeit: MLC 60

Siehe auch: M48 (Kampfpanzer).